# سعد بن إبراهيم أبومعطي
سعد بن إبراهيم بن محمد أبومعطي من أسرة أبومعطي أهل بلدة الشعراء في عالية نجد ، من فخذ ( آل صالح ) من قبيلة بني زيد ، ولد في بلدة الشعراء عام 1348هـ، والتحق بمدرسة ( شقراء الأولى ) ، وأنهى دراسته الابتدائية عام 1364هـ .

## تعليمه
التحق بدار التوحيد في الطائف عام 1365هـ، ودرس سنواتها الأولى والرابعة والخامسة فقط، وانقطع عن الدراسة عامي 1366 ، 1367هـ، ثم أنهى الدراسة بدار التوحيد سنة 1369هـ. والتحق بكلية الشريعة في مكة سنة 1370 ، وأنهى الدراسة فيها سنة 1373هـ .تعيّن بعد تخرجه مباشرة مديراً لمعهد عنيزة العلمي وبقي فيه عامي 1374 ، 1375هـ.ثم تعيّن عام 1376هـ مديراً للتعليم بمنطقة نجد، وعمل فيها عامي 1376 ، 1377هـ.وفي عام 1378هـ نقل إلى إدارة التعليم المتوسط بوزارة المعارف، وعيّن مديراً للتعليم المتوسط، ثم أصبح مساعد المدير العام للتعليم.نال درجة الماجستير في الإدارة العامة من جامعة ( جنوب كاليفورنيا ) عام 1388هـ.ثم رجع إلى الرياض مديراً عاماً للتعليم، وعمل خلال هذه الفترة في الملحق الثقافي في تونس.ثم رجع للرياض مديراً عاماً للتعليم الابتدائي والمتوسط، ثم وكيل وزارة المعارف المساعد لشؤون التعليم، ثم وكيلاً لوزارة المعارف للشؤون الثقافية.ثم أحيل للتقاعد سنة 1405هـ، وتوفي بالرياض في 15 / 8 / 1413هـ.له عدد قليل من القصائد الفصيحة، وليس له شعر نبطيّ

## مشائخه و تلاميذه
من أبرز مشائخه عضو لجنة الأفتاء وهيئة كبار العلماء الشيخ عبد الرزاق عفيفي ، ومن أبرز تلاميذه المؤرخ الدكتور عبد الله بن صالح العثيمين.

## الكتب التي ترجمت له
له ترجمة في أكثر من كتاب منها :
1 - شعراء نجد المعاصرون، للأديب عبد الله بن إدريس.
2 - معجم الكتاب والمؤلفين في السعودية، الدائرة للإعلام المحدودة.
3 - معجم الشعراء السعوديين، لعبد الكريم بن حمد الحقيل.
4 - تتمة الأعلام للزركلي، لمحمد خير رمضان يوسف.
5 - روضة الناظرين عن مآثر علماء نجد وحوادث السنين، لمحمد بن عثمان القاضي
6 - لآلئ منظومة في عقد الإدارة العامة للتعليم بمنطقة الرياض 1362 - 1416 ، إصدار خاص بإدارة التعليم بالرياض 1417هـ
7 - سعد أبومعطي المربي والشاعر، مجموعة مقالات كتبت عن الشاعر من جمع وترتيب الأستاذ عبد الكريم محمد الأسعد

## مما قيل فيه
قال الدكتور (عبد الله العثيمين ) : ( والأستاذ سعد أبو معطي، الذي كان مديراً للمعهد، وأستاذاً في البلاغة والإنشاء، وكان ـ ـ مثالاً للمدير الناجح والأستاذ الماهر. ومازلت محتفظاً باعتزاز وافتخار بتعليقاته المشجعة لي على ما كتبته في كراسة الإنشاء )
وقال عنه الدكتور ( عبد العزيز الخويطر ) :( إن سعد بن إبراهيم أبو معطي من بين الأسماء المضيئة في تاريخ التعليم في المملكة الذين كان لهم يد طولى في دفع عجلته في السنوات الماضية بمراحلها المتتابعة، أضاء طالبا، وأضاء مدرسا وأضاء مديرا لمؤسسة تعليمية وأضاء إداريا تنقل من درجة في الإدارة التعليمية إلى درجة أعلى، وقد أثبت في كل درجة أنه أعلى من الدرجة التي هو فيها وأن الدرجة تفخر به وتعتز لأنه كان يعطي عمله منها ومن نفسه ما لا يعطيه إلا القليلون من أمثاله ممن تحلوا بحسن الخلق والتواضع والصبر وحب الخير وتحمل المسؤولية.
ويضيف: وسعد فوق كل ما سبق شاعر ذو إحساس رقيق، فما أحس به فعلا قاله في شعره، وما قاله في شعره تمسك به حقا وصدقا في عمله، فإحساسه بالوطنية، ودعوته إلى السعي الحثيث لصالح المجتمع كانت تتردد بقوة في قصائده، وكان يطبق ذلك أيضا على نفسه في عمله، وما قسوته على هذه النفس إلا صدى لما كان يشعر به من وجوب بذل كل فرد جهده في ميدان تخصصه لإعطاء هذا الوطن حقه.
لقد كان يتألم كذلك لما يراه من شتات وفرقة وضياع في بعض البلدان العربية نتيجة أنظمة لم تأتها بالخير، وكان لا يستطيع أن يعزل نفسه عن مآسي أهلها ومنهم بعض زملائه المدرسين من تلك البلدان وقد ظهر هذا المعنى وذلك الإحساس جليا في أشعاره وشاعا في أحاديثه )
وأورد الأديب ( عبد الله بن إدريس ) تعريفا بالراحل في كتابه «شعراء نجد المعاصرون» الذي صدرت طبعته الأولى قبل 47 عاما، وقال عنه:( شاعر جيد ولكنه مقل، ويبدو أن هذا الشاعر قد هجر قول الشعر فيما بعد ذلك التاريخ لاشتغاله بالوظيفة وعقابيلها، وما أكثر وأشد وبال الوظائف على الحياة الأدبية والحركة الفكرية في بلادنا..! حيث الفقر والعوز اللذان يصرفان الأدباء عن الإنتاج الفكري إلى ملاحقة لقمة العيش والإشفاق على المستقبل المجهول مستقبل الأديب وأسرته إذا لم يكن له مورد رزق غير الوظيفة، ولذا كان هذا الأمر أحد الأسباب الرئيسة في ضعف الحركة الفكرية في البلاد وخمود جذوتها بعد أن كاد أوارها ـ بضع سنوات خلت ـ أن يدفئ المقرورين ويضيء الدروب المعتمة للسالكين )

## قصائده
ومن أبرز قصائده قصيدة ( حياتي ) قال في مطلعها:
كلما فاضت الهموم بكــأســي***أتأسّى وليس يجـدي التأسي
آمل الفجر أن يشع مزيـلاً*** ما تحملت من عناء وبـؤس
مؤذناً بانبلاج أيامـي الغـر*** فألقى في ظلها كل أنــس
بيد أني وقد تذرّعتُ بالصبـ*** ـر طويلاً فما ظفرت ببـخس
ومن قصائده ( مناهل العلم ) قال في مطلعها:
طــاف بالــروض شاعر يترنم ** ** يسكـب اللحن من شعاع مجسم
كلــمـا لامس القـلــوب صـداه** **هزها هزة المــشوق المتيّّم
فإذا الـروض موجة مــن ضياء** ** وعـبير مــن الشــذى يتنسّم
وإذا الأفــق أيكـه الــوارف الظـل ( م )أهازيــج بلــبل جـد مـلهــم
فتخال الزهــور نشــوى صبايـا** **أفصـحت للربيع عـما تكتم
وتظــن الغصــون تهمــس سرا** ** والــنسيم الــعليل عــنها يترجـم
ياريــاض العلـوم مــرحى وبشرى** ** فــالصباح الــجديد فــيك تبسّم
ومن قصائده ( في الربيع ) قال في مطلعها:
الآن يـاروض يـحلو الشدو والسمر
فـلتهنأ النفس وليسعـد بـك البصر
ولتستــرق منك أنـسام الصّبا أرَجَاً
يطــوف بالـمقل الــوسنى فــتنبهر
ويبـعث الأمـل الــذاوي بـأفئدة
كــادت تــرنّح إعـياء وتــحتضر
فــتعشق الـزهر فتاناً ويـخلبها
مـن روعــة الحــسن مجلوّ ومــبتكر